# Стародавня історія Богодухівщини
Історію з часу заснування міста Богодухів можна знайти тут

## Пізньозрубна культура наБогодухівщині(ІІ-І тис. до н.е.)
Дещо знаємо про життя тут племен на рубежі ІІ-І тисячоліть до нашої ери. Близько трьох тисяч років тому тут жили люди, які вирощували хліб, розводили худобу, полювали в місцевих лісах. Було також розвинуте гончарство. Цим займались в основному жінки, вкладаючи у вироби з глини чимало вигадки. Нараховано близько двадцяти варіантів орнаменту на посудинах баночної форми і горщиках. Основний мотив візерунка — різноманітні комбінації відбитків зубчатого штампа, косі насічки, відбитки вірьовочки. Характерна риса всіх уламків посуду — розчоси. Як пригладила жіноча рука пучком жорсткої трави ще сирий горщик, так і залишився цей слід на тисячоліття як естафета з сивої давнини, передана пращурами нащадкам. На виготовлення посуду витрачалось багато часу, тому вироби берегли. Навіть тоді, коли посудина розколювалася, її не викидали, а, зв'язавши докупи через спеціально просвердлені отвори, використовували для зберігання зерна. Поселенці вміли виготовляти тканину.
Дещо можна сказати і про духовний світ наших далеких попередників. Вони поклонялись Сонцю і Вогню. Ці вірування знайшли відображення в манері прикрашати посуд з використанням знака хреста як символу вогню. На честь Сонця — джерела життя, тепла, світла — влаштовувалися свята за певним обрядом. Для цього виготовлявся спеціальний ритуальний (культовий) посуд, глиняні коржі та інші речі. Одна з таких мініатюрних посудинок була знайдена під час розкопок.
Уламки глиняного посуду з подібним орнаментом було знайдено пізніше і в іншому місці — біля шкірзаводу. Сьогодні можна з певністю сказати: люди, які жили на території міста задовго до його заснування, належали до так званої пізньозрубної культури. Терміном «археологічна культура» в науці об'єднуються племена, які мали спільні риси у веденні господарства, особливо у виготовленні посуду, знарядь праці, у поховальному обряді. Наші попередники — давні «богодухівці» ховали померлих у ямах з дерев'яними зрубами, звідки походить умовна назва. «Зрубники» розселялися на великій території і в згаданий час жили на просторах від Волги до Дніпра і від Ками, Оки до Причорномор'я.

## Скіфи(V-ІІІ ст. до н.е.)
Минуло ще кілька століть. У степах України з'явилися нові прибульці — скіфи. Це про їхню мужність і жорстокість, дивний побут і дикі звичаї дійшли перекази до наших днів. Це їм, скіфам, належали численні, давно вже спустілі городища і селища, безліч курганів.
Мало хто знає, що леґендарні скіфські племена колись населяли і територію теперішньої Богодухівщини. Землю, на якій зараз живуть, старанно обробляють, не підозрюючи, що вона ховає численні таємниці і не поспішає їх відкривати.
Стародавнє поселення, розташоване на межі з Краснокутським районом, вражає своїми розмірами. Оборонний земляний вал, у якому було 11 проходів, тягнеться на 2762 метри, замикаючи площу в 54 гектари. За три кілометри на захід від Полкової Микитівки археологи відкрили дивний, досі нікому не відомий світ наших далеких попередників — скіфів, що жили тут 2600—2500 років тому. Поселення було укріпленим. Воно обмежувалось земляним валом висотою 2 метри, шириною в основі 7-8 метрів. По гребню валу було поставлено дерев'яну огорожу (звідки і назва городище). Потужність оборонних споруд підсилювалась ярами з двох боків і глибоким рвом. На внутрішній захищеній території жили племена, основним заняттям яких було землеробство і скотарство. Землю обробляли мотиками із залізними наконечниками. Був уже відомий і дерев'яний плуг. Вирощували пшеницю, ячмінь, просо, горох. Урожай зберігали в ямах, обмазаних глиною, захищених від вологи легким накриттям. Розводили дрібну і велику рогату худобу. Кісток диких тварин: оленя, лося, ведмедя та інших — було обмаль. Отже, мисливство мало лише спортивний характер.
Поряд із землеробством і скотарством розвивались ремесла і допоміжні промисли. На Полково-Микитівському городищі виявлено сліди бронзоливарного і залізоробного виробництв. Про існування обробки бронзи свідчать знахідки зливків, шлаків із вкраплинами цього металу, формочок для литва, а також різноманітних виробів: сережок, браслетів, шпильок, наконечників стріл.
Великим кроком уперед у розвитку людського суспільства було оволодіння секретом виплавки заліза. Цей метал місцеві поселенці уміли виплавляти з болотних руд. Із заліза виготовлялась основна маса знарядь праці та зброя — бойові сокири, наконечники списів і прикраси. Місцеві металурги навчились цементувати залізні вироби, тобто насичувати їх поверхню вуглецем, що надавало їм більшої міцності.
Майже в кожній сім'ї майстрували щось із кістки, каменя, виготовляли тканину і різноманітні вироби з глини, передусім посуд. Із кістки вироблялись дрібні побутові речі, знаряддя праці й прикраси. На поселенні знайдено уламки кістяних жіночих підвісок, накладки для ручок ножів, предмети кінської збруї, рукоятка якогось предмета у вигляді голови лося.
З каменя виготовляли терочники для зернотертки, точильні бруски, ливарні формочки, метальні камені для праці.
Про існування прядіння і ткацтва свідчать відбитки тканини на денцях посудин, велика кількість прясел від веретен, а також знахідка кістяного гребня для ткацького верстата.
І ще одна важлива й цікава деталь з життя стародавніх поселенців краю. Вони підтримували регулярні торговельні зв'язки з ґрецькими містами-колоніями Причорномор'я, а через них з островами Середземного моря. Неймовірно, але факт. Це підтверджується великою кількістю фраґментів своєрідного привозного посуду — амфор. Уних транспортували з півдня вино, оливкову олію. Звідти ж привозили дорогу тканину, розписний посуд, прикраси, а в обмін на це туди йшло зерно, мед, шкіра, а іноді й «живий товар» — захоплені у війнах полонені…
Матеріали розкопок дають підставу зробити висновок, що поселення біля Полкової Микитівки було великим політичним і культурним центром племен, що жили в скіфську добу в басейні р. Мерла.
Територія Померля, як тепер з'ясовується, у той час була вже густо заселена. Лише в межах Богодухова відкрито п'ять невідомих раніше поселень. Одне з них, розташоване в сосновому лісі біля Попівки, відноситься до 4-3 ст. до н. е. На іншому, що в районі Дем'янівки, зібрано чималий матеріал: залізний дротик, наконечники бронзових стріл, пестик від ступки, терочники і уламки зернотерток, кілька десятків пряслиць різної форми і величини, уламки посуду з характерними особливостями.

## СарматинаБогодухівщині(ІІ-ІІІ ст. н.е.)
Войовничих скіфів поступово витіснили споріднені з ними за мовою не менш войовничі сармати.
Що відомо ще про одних наших попередників? Як повідомляють античні історики, сармати займались скотарством, більшість із них вела кочовий спосіб життя. Розводили овець, велику рогату худобу та коней. Крім того, знали ремесла: бронзоливарне, по обробці заліза, дерева, шкіри та ін. Сарматські жінки порались удома: готували їжу, пряли, ткали, шили одяг і виготовляли посуд. Жили в повстяних кибитках, закріплених на возах. Головною їжею було м'ясо, сир, молоко, пшоняна каша, пили спеціально виготовлену сироватку. Одяг сарматів мало чим відрізнявся від скіфського. Чоловіки носили такі ж вовняні або шкіряні штани, кафтан з однією застібкою біля шиї, підперезаний набірним поясом, гострокінцевий башлик. На ногах були м'які шкіряні чоботи. Жіночий одяг у вигляді довгої сорочки обшивали місцями бісером, намистинами. Верхній одяг багатої сарматки прикрашався золотими пластинками. Вбрання доповнювалося намистом, сережками, браслетами.
Велике значення в житті сарматів мали війни, що велися, як і їх попередниками — скіфами, за пасовиська або заради захоплення здобичі. У зв'язку з цим постійно вдосконалювалась військова справа. Головною силою була кіннота. Воїни були озброєні важкими луками і стрілами, для рукопашного бою мали короткі мечі. Для захисту слугували панцири, пізніше стали з'являтися кольчуги. Особливу роль відігравала важка кіннота. Стародавні історики повідомляють про раптовність, несподіваність нападів сарматів, про спритність у киданні дротиків, прийоми якого перейняли й римляни. Нерідко на війну разом зі своїми чоловіками вирушали в бойовому спорядженні і їх сміливі жінки. Хтозна, може, саме тут треба шукати корені старогрецьких міфів про безстрашних, войовничих жінок-амазонок?..
На жаль сарматське поховання в с. Воскресенівка, поки що єдине з виявлених у районі, не було глибоко вивчене, і «дрібниці», важливі для археолога, втрачені.
Казково багата наша земля-матінка. На родючі чорноземи, що впродовж віків годують людину, сторицею винагороджуючи її працю, на тихі, замріяні води, широкі луки-пасовиська, на таємничі прохолодні ліси з різноманітною живністю.
Тому й селилися тут люди з незапам'ятних часів. Жили, господарювали, вступали в зв'язки з сусідами. На зміну одному народові приходив інший. З глибини тисячоліть тягнеться цей живий безперервний ланцюг поколінь.

## Черняхівська культура (ІІІ-IVст. н.е.)
III—IV ст. н. е. на значній територіі України проживали племена черняхівської культури (дістала назву від с. Черняхів на Київщині, де вперше в 1899 р. було обстежено могильник). Два поселення того часу виявлено і на Богодухівщині — біля сіл Кручик і Лозова. Спосіб життя носіїв цієї культури досить добре вивчено. Відомо, наприклад, що вони селились на схилах берегів невеликих річок. Житла їх у вигляді обмазаних напівземлянок складали одну або декілька вулиць. Люди займались землеробством. Основним знаряддям оранки було дерев'яне рало з залізним наконечником (наральником). Існував уже і примітивний плуг. Висівали пшеницю, ячмінь, просо, гречку. Вирощували також жито, овес, горох, коноплю. Збирали урожай серпами. Борошно діставали від розмелювання зерна на жорнах. Тримали худобу, займались полюванням, рибальством, збирали мед диких бджіл.
Черняхівці володіли основними прийомами кування заліза, знали кілька способів одержання й обробки сталі. Високого рівня досягло гончарство. Саме в цей час з'явились спеціальні пристрої — гончарний круг, горна для випалювання виробів з глини. Посуд — здебільшого сірого кольору, добре виглажений. Саме такі уламки горщиків, мисок, кухлів знайдено на східному березі Лозівського ставка.
У черняхівців уже був своєрідний наочний календар. Це широка посудина (чаша), край якої поділено на 12 секцій, кожна з яких відповідає певному місяцю року. У кожній секції зображено (видавлено тонкою паличкою по сирій глині ще до випалу) характерні для цього місяця явища природи (дощ, сніг тощо) або сільськогосподарські роботи (весняня й осіння оранка, колосіння хлібів, жнива та ін.). На деяких з таких глиняних «календарів» відмічено язичеські свята, а квадратами — дні циклу землеробських робіт. Як бачимо, людський розум уже намагався осягнути закономірності природи і використати знання на практиці.
Значний інтерес являють собою знахідки знарядь, які окремі дослідники приймають за хірургічні інструменти. І ще одне. Під впливом розвитку економіки і контактів з іншими народами у черняхівців зароджувались початки наукових знань і використання письма. На деяких їхніх посудинах, пряслах, виробах з кістки виявлено грецькі та латинські букви…
У питанні етнічного складу черняхівських племен у науковців немає одностайності. Одні вважають їх протослов'янами (попередниками, ранніми слов'янами), інші ж твердять, що в формуванні цієї культури, крім антів, слов'ян, брали участь пізні скіфи, сармати та інші народи.
Можна гадати, що черняхівських поселень, віддалених від нас на півтори і більше тисяч років, на території Богодухівщини було більше. У цьому переконує просте зіставлення кількості виявлених поселень у сусідніх районах Харківщини. І якщо вони ще не відкриті, то тому, що не привертають до себе особливої уваги.

## Слов'яни(з IVст. н.е.)
З VI ст., коли з'явились праці візантійських істориків, ми знаємо про наших предків далеко більше: назву і територію розселення слов'янських племен, спосіб їх життя і важливу роль у тодішніх європейських подіях. Згодом слов'яни поділились на три великі групи — на східних, західних і південних. У IX ст. східні утворили Давньоруську державу з центром у Києві.
У часи Київської Русі наша територія входила до Новгород-Сіверської землі, була її окраїною. Про це свідчать знахідки слов'янських старожитностей на території нашого краю. Старослов'янські речі знаходили в селах Павлівці, Петропавлівці, Куп'євасі, Кадниці, Вертіївці та інших місцях.
Померля здавна було заселене слов'янами. В с. Городному було досліджено цілий комплекс Х-ХІ ст. ст.: 38 курганів, селище Мерчик і городище Замок. На поселенні розкопано землянку, зернові ями, господарські приміщення. Серед знахідок — вироби з заліза, чимало поробок і заготовок з кістки. Під курганами насипами виявлено чоловічі і жіночі поховання, багато цінних речей в них.
На городищі, розташованому на підвищеному мисі правого корінного берега Мерла, досліджено залишки колишніх оборонних споруд. Серпоподібний вал висотою понад 3 метри, шириною в основі 8 метрів захищав слов'янське поселення від нападу степовиків. А вони — спочатку печеніги, а потім половці — нерідко кочували поблизу. Хтозна, може, саме тут русичі на чолі з новгород-сіверським князем Ігорем, перейшовши р. Мерла, в одному з боїв розбили половців. Ось як про це повідомляє «Літопис Руський» від 1184 р.:
«Того ж року Ігор Святославович, почувши, що пішов Святослав на половців, прикликав до себе брата свого Всеволода і синівця Святослава Ольговича і сина свого Володимира, і мовив до братів і до своєї дружини: „Половці повернули проти руських князів, і ми без них спробуємо на вежі їх ударити“. Та коли він був за Мерлом, то стрівся з половцями, — бо поїхав був Обовли Костукович (один з половецьких ханів) з чотирима стами (воїнів) пустошити до Русі — і тоді одразу пустили вони до них коней. І половці побігли, за повелінням божим, а руси погнали їх, і тут перемогли їх, і вернулися до себе».
Цей уривок «Літопису Руського» відкриває для нас досі не знане. Виявляється, легендарний сміливець загальновідомого «Слова о полку Ігоревім» до свого невдалого походу в 1185 р. громив полки половецькії саме на нашій території. А ще в ньому вперше згадується річка, на якій з давніх-давен жили наші предки. Згинули, розчинились в імлі століть печеніги, половці, відійшли в небуття покоління наших попередників — слов'ян, а назва річки живе. Мерло (Мерл, Мерла) — значить «мертва» від давньоруського «мерети» — умирати. Так назвали річку наші предки за тиху, спокійну, неквапливу, ніби мертву течію, а її найбільшу притоку зліва — Мерчиком.
Татаро-монгольська навала ХІІІ ст. спустошила руські землі. Було пограбовано, зруйновано і південно-східну окраїну. Постійна небезпека, убивства і загроза потрапити в рабство змушували місцеве населення кидати насиджені місця і переселятися в глухі, безпечніші райони. Колись заселений край — територія теперішніх Харківської, Сумської, частково Бєлґородської областей — спустів, обезлюднів, на декілька століть перетворився в «Дике Поле».